# Carl Josua Preumayr
Carl Josua Preumayr, född 2 juli 1780 i Koblenz, död 20 juli 1849 i Sankta Eugenia katolska församling, Stockholms stad, var en tysk fagottist.

## Biografi
Preumayr kom till Sverige 1805 tillsammans med sina båda bröder Frans och Johan Conrad och anställdes i Hovkapellet 1807 där han blev kvar till sin död. Då han trakterade ett flertal instrument tjänstgjorde han även som violoncellist och flöjtist. Alla tre bröderna blev tidigt invalda i Par Bricole där de införde den flerstämmiga sången A cappella tillsammans med Edouard Du Puy. Han var även anställd som aktör och sångare (bas) vid Operan och Dramaten.